# Gigi Gorgeous
Gigi Loren Lazzarato Getty connue sous le nom de Gigi Gorgeous Getty, née le 20 avril 1992 à Montréal, est une YouTubeuse, personnalité mondaine, actrice et mannequin canadienne.
En 2008, sous une identité masculine, elle commence à poster des vlogs sur la plateforme YouTube, qui deviennent populaires. Au cours des années suivantes, Lazzarato poste régulièrement des vidéos sur sa chaîne tout en créant et en jouant dans l'émission de téléréalitéThe Avenue (2011-2013). Après une brève pause, elle attire l'attention des médias en faisant son coming out en tant que femme transgenre en 2013. Elle commence alors à utiliser le pseudonyme de Gigi Gorgeous,. En 2014, Gigi Lazzarato documente sa transition via les réseaux sociaux, notamment avec des vidéos, qui ont obtenu un statut viral. En 2016, un incident impliquant l'expulsion de Gigi Lazzarato de Dubaï en raison de son statut de femme transgenre fait l'objet d'une large couverture médiatique. En 2017, un documentaire, This is Everything: Gigi Gorgeous, réalisé par Barbara Kopple parle de sa vie durant sa transition. Le film est présenté en première au Festival du film de Sundance et sort par la suite en salles limitées et obtient plusieurs distinctions, dont un Streamy Award.
Outre le travail en tant que personnalité, Gigi Lazzarato s'est essayée au travail d'actrice et de mannequin. Elle est la vedette du court métrage I Hate Myselfie (2015) du YouTuber Shane Dawson et joue aussi dans le séquel. Elle fait différentes apparitions dans les séries télévisées, notamment Project Runway All Stars, Me and My Grandma, Good Work et Trailblazers. Grâce au mannequinat, Lazzarato apparait sur les couvertures de Paper and Fashion, et dans des magazines pour Galore, Kode, Refinery29 et Out et elle a été l'égérie d' August Getty Atelier (la marque de son beau-frère). En 2019, elle publie le livre He Said, She Said: Lessons, Stories, and Mistakes From My Transgender Journey.

## Jeunesse
Gigi Lazzarato est née en 1992. Elle est la fille de Judith Lazzarato (née Belding) et de David Lazzarato. Ses originines sont italienne, libanaise, anglaise et française, et elle a été élevée dans la foi catholique romaine,,.
Jeune adulte, Gigi Lazzarato est championne de plongeon classée au niveau national,,. La mère de Gigi Lazzarato, Judith, est décédée d'une leucémie le 3 février 2012 au Princess Margaret Cancer Centre de Toronto.

## Carrière

### 2008–2013: Débuts sur YouTube
Gigi Lazzarato a fait ses débuts sur YouTube avec des tutoriels de maquillage en 2008, au milieu de ses années de lycées, après qu'un ami ai mentionné avoir vu une vidéo de maquillage de Michelle Phan sur YouTube. Gigi Lazzarato fait un premier coming out à 16 ans pour annoncer qu'elle était gay,. Depuis sa transition, sa chaîne YouTube a commencé à inclure plus de vlogs, de vidéos de mode et de lifestyle,.
Le 18 janvier 2011, Gigi Lazzarato annonce The Avenue, une téléréalité basée sur YouTube. L'émission commence à être diffusée le 15 mars de la même année sur YouTube avec une distribution par Blip. Le dernier épisode de l'émission est diffusé le 14 avril 2013.

### 2014-2016: Transition
Gigi Lazzarato reçoit le Logo TV Trailblazing Social Creator Award en 2014 pour avoir défendu la cause des jeunes LGBT. Elle assiste fréquemment aux conventions BeautyCon pour rencontrer ses fans et participer à des tables rondes sur le maquillage et l'industrie cosmétique. Gigi Lazzarato modèle pour le designer Marco Marco et participe aux défilés de mode Marco Marco de 2014 à 2015.
Gigi Lazzarato utilise son statut de célébrité d'Internet pour parler des problèmes rencontrés par la communauté transgenre, de la communauté LGBT, et pour lutter contre le harcèlement scolaire,. Elle apparait dans un montage de célébrités transgenres dans le documentaire ABC 20/20 qui parle de la transition de Caitlyn Jenner,.
Début 2015, Gigi Lazzarato joue le rôle d'Amber dans le premier court métrage du YouTuber Shane Dawson, I Hate Myselfie. Gigi Lazzarato reprend ce rôle dans I Hate Myselfie 2. 
En juin 2015, il est annoncé que Gigi Lazzarato s'associe à la chanteuse Miley Cyrus et rejoint la campagne de Marie Claire "#InstaPride" de la Happy Hippie Foundation de Miley Cyrus. La campagne comprend une série de photos et une annonce de Miley Cyrus mentionnant qu'elles travaillent sur un projet secret. Le projet s'est avéré plus tard être une série de photos dans le magazine Marie Claire les présentant toutes les deux. Gigi Lazzarato signe un partenariat avec Too Faced Cosmetics pour lequel elle joue dans le film commercial cosmétique Better Than Sex qui est créé le 9 juillet 2015. Aux MTV Video Music Awards de 2015, Lazzarato, avec un groupe de drag queens,  introduit Miley Cyrus pour la première performance de Dooo It! extrait du nouvel album, Miley Cyrus and her Dead Petz.
Le même mois, elle apparait sur Entertainment Tonight en tant qu'invitée spéciale. Gigi Lazzarato apparait dans l'application "Kylie" de Kylie Jenner qui propose des vidéos de conseils de maquillage. Le 18 septembre, elle remporte le Streamy Award de la "Meilleure série beauté". Il est annoncé le 7 octobre qu'elle jouera dans la vidéo d'Adam Lambert pour sa chanson «Another Lonely Night»,.

#### 2016: L'incident de Dubaï
Le 9 août 2016, Gigi Lazzarato est détenue aux Émirats arabes unis. Son passeport lui a été confisqué par des agents de l'aéroport et des agents d'immigration à l'aéroport international de Dubaï. Elle s'est vu refuser l'entrée à Dubaï pour travestissement, car le gouvernement ne reconnaissait pas Gigi Lazzarato en tant que femme, même si, selon elle «le sexe sur mon passeport indique "femme" et non "homme"». Le travestissement est illégal aux Émirats arabes unis et les personnes reconnues coupables peuvent encourir jusqu'à un an de prison. Elle est libérée après avoir été détenue pendant cinq heures,.
Le hashtag #JusticeForGigi fait surface sur Twitter, avec des fans appelant à la libération de Gigi Lazzarato et à une réforme des lois anti-LGBTQ. Ce n'était pas la première fois qu'une personne transgenre était détenue à Dubaï. En 2014, deux femmes transgenres brésiliennes ont également été arrêtées et leurs passeports confisqués. Gigi Lazzarato, avant de quitter Dubaï pour la Suède, réagit à l'incident en appelant à l'égalité et à la protection juridique des personnes LGBTQ.

### 2017-présent:This is Everything
En janvier 2017, le documentaire This Is Everything: Gigi Gorgeous, avec Gigi Lazzarato, réalisé par Barbara Kopple, est présenté pour la première fois Sundance Film Festival. Le 11 juin, Gigi Lazzarato regarde le documentaire avec Katy Perry pendant un événement de live stream organisé par Katy Perry, Katy Perry Live: Witness World Wide.
En juin 2017, Gigi Lazzarato est mentionnée sur la liste du magazine Time des 25 personnes les plus influentes sur Internet. 
En 2019, Gigi Lazzarato publie une autobiographie, intitulée He Said, She Said: Lessons, Stories, and Mistakes From My Transgender Journey. En octobre 2019, Gigi Lazzarato annonce la création d'une collection de maquillage qui sortira avec Ipsy en novembre 2019.

## Vie privée
En octobre 2014, Lazzarato commence à fréquenter Cory Binney, le demi-frère de la drag queen Alaska Thunderfuck. Ils se sont rencontrés dans un club et ont commencé à se fréquenter à ce moment-là. Ils se séparent et se remettent ensemble régulièrement jusqu'à se séparer définitivement vers mai ou juin 2015, ce qui inspire l'une des vidéos les plus vues de Gigi Lazzarato intitulée Single Life (My Break Up), vidéo utilisant la chanson What the Hell d'Avril Lavigne comme bande-son. C'est maintenant l'une des 5 vidéos les plus vues de tous les temps de la chaine de Gigi Lazzarato avec 7,5 millions de vues. Ils se sont remis ensemble en juillet 2015 avant de se séparer officiellement en novembre 2015. Gigi Lazzarato, qui s'était précédemment identifiée comme étant gay puis plus tard bisexuelle,  fait un coming out en tant que lesbienne dans une vidéo YouTube le 14 septembre 2016. Gigi Lazzarato commence à sortir avec Nats Getty, un héritier et membre de la famille Getty, peu de temps après l'avoir rencontré à la Fashion Week de Paris. En mars 2018, Nats Getty a demandé Gigi Lazzarato en mariage au Château de Vaux-le-Vicomte en France. Le 12 juillet 2019, Gigi Lazzarato et Nats Getty se sont mariés lors d'une cérémonie privée à Rosewood Miramar Beach à Montecito, en Californie. Parmi les invités au mariage figuraient Ariadne Getty, Caitlyn Jenner, Teri Hatcher, Moj Mahdara, Justin Tranter, Bonnie McKee, Grace Helbig, Hannah Hart et Trisha Paytas Le couple a reçu des toasts de Katy Perry, d'Orlando Bloom et du gouverneur de Californie  Gavin Newsom. Le 9 avril 2021, Gigi Lazzarato annonce être pansexuelle, après avoir publié une vidéo YouTube expliquant comment « elle n'est pas tombée amoureuse de Nats à cause de son genre, mais de la personne qu'il est ».
Gigi Lazzarato est catholique pratiquante et se décrit comme religieuse.

### Transition
Gigi Lazzarato  fait son coming out en tant que femme transgenre en décembre 2013. Le 8 mars 2014, Gigi Lazzarato change son nom en Gigi Loren Lazzarato.
Dans un numéro de septembre 2015 de People, Lazzarato mentionne « la mannequin et artiste transgenre Amanda Lepore et la mort de ma mère qui ont déclenché ma transition ».

## Filmographie

### Film
| † | Indique un film ou une émission qui n'est pas encore sorti. |

| Année | Titre                             | Rôle      | Remarques     | Refs.  |
| ----- | --------------------------------- | --------- | ------------- | ------ |
| 2015  | I Hate Myselfie                   | Ambre     | Court métrage | [ 47 ] |
| 2015  | Better Than Sex                   | Gigi      | Court métrage | [ 48 ] |
| 2015  | I Hate Myselfie 2                 | Ambre     | Court métrage |        |
| 2017  | This is Everything: Gigi Gorgeous | Elle-même | Documentaire  | [ 33 ] |

### Télévision
| Année    | Titre                               | Notes                                                         | Refs.  |
| -------- | ----------------------------------- | ------------------------------------------------------------- | ------ |
| 2009     | The Campus                          | rôle principal; 7 épisodes                                    |        |
| 2010     | MTV'S The After Show                |                                                               | [ 49 ] |
| 2011– 13 | The Avenue                          | rôle principal ; 21 épisodes                                  |        |
| 2013– 15 | Celebrity Style Story               | Hote; 13 épisodes                                             |        |
| 2013     | The Listener                        | Épisode: "The Blue Line"                                      | [ 47 ] |
| 2013     | Project Runway All Stars            | Épisode: "#Nina'sTrending"                                    | [ 47 ] |
| 2014     | Trailblazers                        | Award ceremony                                                | [ 47 ] |
| 2014     | PopSugar TV                         | Épisode: "Talks Beauty Tips and Fashion At BeautyCon LA"      |        |
| 2015     | About Bruce                         | TV Special                                                    |        |
| 2015     | Good Work                           |                                                               | [ 47 ] |
| 2015     | Access Hollywood                    | 3 épisodes                                                    |        |
| 2015     | Daily Share                         |                                                               |        |
| 2015     | MTV Video Music Award               | Award ceremony                                                |        |
| 2015     | Entertainment Tonight               |                                                               |        |
| 2015     | VH1's Streamy Awards                | Award ceremony                                                |        |
| 2015     | FOX News                            | 1 épisode                                                     |        |
| 2015     | The Marco Marco Show                | rôle récurrent; 3 épisodes                                    |        |
| 2015     | Beauty TV                           | Épisode: "Glowing with Gigi Gorgeous"                         |        |
| 2015     | Bro'Laska                           | Épisode: "Cory's Tips for Getting Swole"                      |        |
| 2015     | What's Trending                     | Épisode: "Gigi Gorgeous Talks Trans Rights and LGBT Equality" | [ 50 ] |
| 2015     | Help, My Face Is Fucked!            | invitée récurrente; 4 épisodes                                |        |
| 2015     | PerezHiltonTV                       | Épisode: "Behind The Scenes of Gigi Gorgeous' Photoshoot"     |        |
| 2015     | GLSEN Respect Awards                | Award ceremony                                                |        |
| 2016     | Gigi Gorgeous's Love Letter         |                                                               |        |
| 2016     | Nightcap                            | Épisode: "The Horny Host" en tant qu'elle-même                |        |
| 2016     | American Music Awards               | Award ceremony                                                |        |
| 2016     | Thread of Man                       | documentaire court                                            |        |
| 2017     | Me and My Grandma                   | Épisode: "Elderboo"                                           |        |
| 2017     | Access Hollywood                    | Guest-star                                                    |        |
| 2017     | Shane and Friends                   | Épisode: "Gigi Gorgeous"                                      |        |
| 2017     | Daily Pop                           | Guest-star                                                    |        |
| 2017     | Not Too Deep with Grace Helbig      | Épisode: "Gigi Gorgeous"                                      |        |
| 2017     | Katy Perry Live: Witness World Wide | Guest-star                                                    |        |
| 2017     | Last Week                           | Épisode: "Last Week I Snuggled Puppers"                       |        |
| 2018     | Undivided Attention                 | Hote                                                          |        |
| 2020     | Upload                              | intervieweuse VOgue                                           |        |
| 2021     | Canada's Drag Race                  | Juge invitée - Saison 2 Épisode 6 "The Sinner's Ball"         |        |

### Vidéos musicales
| Année | Titre                | Artiste                  | Rôle           | Remarques |
| ----- | -------------------- | ------------------------ | -------------- | --------- |
| 2015  | Another Lonely Night | Adam Lambert             | Prêtresse      |           |
| 2018  | Aileen               | Guillaume Belli          | Aileen Wuornos |           |
| 2019  | Do Not Disturb       | Steve Aoki, Bella Thorne | La Comtesse    |           |
| 2019  | God Control          | Madone                   | Elle-même      |           |

## Récompenses
| Année | Catégorie                                             | Récompense                  | Destinataire                         | Résultat    |
| ----- | ----------------------------------------------------- | --------------------------- | ------------------------------------ | ----------- |
| 2014  | Créateur social avant-gardiste                        | Prix Logo TV                | Elle-même                            | Récompensée |
| 2015  | Meilleure série beauté                                | Récompenses Streamy         | Elle-même                            |             |
| 2016  | Meilleure série beauté                                | Récompenses Streamy         | Elle-même                            | nommée      |
| 2017  | YouTubeur de l'année                                  | Récompenses Shorty          | Elle-même                            | récompensée |
| 2017  | Meilleure caractéristique                             | Récompenses Streamy         | This is everything                   |             |
| 2017  | Meilleur documentaire                                 | Récompenses Streamy         | This is everything                   | Nommée      |
| 2017  | Le sujet vivant le plus convaincant d'un documentaire | Prix du choix des critiques | Elle-même (pour This is everything ) | Récompénsée |
| 2019  | Prix Uni                                              | Récompenses Streamy         | Elle-même                            | récompensée |